# 东区 (釜山广域市)
东区（：／ Dong gu */?）是韩国釜山广域市的一个区。该区总面积9.77平方公里，总人口109,879(2005)。该区成立于1957年。釜山站位于东区。

## 行政区划

行政區劃圖

东区分为14个行政洞，分别为：
法定洞（行政洞）
- 草梁洞（1･2･3･6洞）
- 水晶洞（1･2･4･5洞）
- 佐川洞（1･4洞）
- 凡一洞（1･2･4･5洞）